# Розовобрюхий овсянковый кардинал
Розовобрюхий овся́нковый кардина́л (лат. Passerina rositae) — вид певчих птиц из семейства кардиналовых. Подвидов не выделяют. Эндемик Мексики.

## Описание
Розовобрюхий овсянковый кардинал достигает длины 13,5—14,5 см и массы 19,5—20,5 г. Выражен половой диморфизм. У взрослых самцов макушка пурпурно-голубая, окраска оперения верхней части тела ярко-голубого цвета, постепенно переходит от тёмного к более светлому по направлению к хвосту. Подбородок сероватый, горло и грудь голубые, а брюхо и подхвостье лососево-розовые. У взрослых самок голова и верхняя часть тела серо-коричневые с голубоватым оттенком на надхвостье. Окраска нижней стороны тела розовато-бурая, более тёплая на горле и бледнеющая к низу брюха.

## Распространение и места обитания
Розовобрюхий овсянковый кардинал является эндемиком Мексики. Ареал ограничен узкой полосой вдоль тихоокеанского склона перешейка Теуантепек на востоке штата Оахака и западе Чьяпаса. Обитает в заболоченных лесах, густых лиственных лесах, засушливых и полузасушливых терновых лесах и полувлажных лиственных галерейных редколесьях в холмистых районах. Встречается на высоте от 150 до 800 м над уровнем моря.

## Биология
Розовобрюхий овсянковый кардинал кормится в одиночку или парами на нижнем и среднем ярусах леса. В состав рациона входят семена трав и плоды. Биология размножения практически не исследована. Описано всего два гнезда. Чашеобразное гнездо, сооружённое из опавших листьев и коры и выстланное более тонким материалом, размещается в развилках ветвей небольших деревьев. В кладке 3—4 яйца.